# Ludovic Lazareth
Ludovic Lazareth is een Franse kunstenaar die motorfietsen en auto's bouwt, waarbij hij gebruikmaakt van bestaande motorblokken van diverse merken. 
Elke creatie is uniek en soms op verzoek van een klant gebouwd. Sommige modellen houden hierbij nog behoorlijke rij-eigenschappen, maar andere zijn dermate extreem gebouwd, vaak met het uiterlijk en de lengte van een dragracer, dat ze nauwelijks te sturen zijn. Lazareth ontwerpt en bouwt de motoren niet alleen, hij verzorgt ook de tuning van de motorblokken, onder andere met behulp van compressoren.